# Lycodon paucifasciatus
Espèce
Statut de conservation UICN

 VU B1ab(iii) : Vulnérable
Lycodon paucifasciatus est une espèce de serpent de la famille des Colubridae.

## Répartition
Cette espèce est endémique du centre du Viêt Nam. Elle se rencontre dans la province de Thừa Thiên-Huế et dans le Parc national de Phong Nha-Kẻ Bàng.

## Description
Lycodon paucifasciatus mesure jusqu'à 76 cm environ. Son dos est brun noirâte, brun foncé ou brun chocolat et présente 14 à 25 bandes transversales très irrégulières de couleur crème ou blanc sale sur le corps et 8 à 11 bandes au niveau de la queue. Ces bandes sont tachetées de brun et ce encore plus dans la partie postérieure du corps.
Il s'agit d'un serpent nocturne.

## Étymologie
Son nom d'espèce, du latin paucus, « quelques, faible », et fasciatus, « bande, rayure », lui a été donné en référence au nombre réduit de rayures dorsales de l'holotype.

## Publication originale
- Rendahl, 1943 in Smith, 1943 : The Fauna of British India, Ceylon and Burma, Including the Whole of the Indo-Chinese Sub-Region. Reptilia and Amphibia. 3 (Serpentes). p. 1-583.